# 黃側凹牙豆娘魚
黃側凹牙豆娘魚，又稱黃側寬刻齒雀鯛，為輻鰭魚綱鱸形目隆頭魚亞目雀鯛科的其中一種，分布於西印度洋紅海及亞丁灣海域，深度12-20公尺，本魚體呈卵圓形而側扁，整體的色彩是淺藍、灰色及白色; 前半部的背面淺灰色的; 胸淺藍灰色白色; 身體的後半段淡黃色的，齒單列，齒端扁平而具缺刻，尾鰭分叉，背鰭硬棘13枚；軟條11-13枚；臀鰭硬棘2枚；軟條11-13枚，體長10公分，棲息在近海珊瑚礁，以浮游生物為食，生活習性不明。